# Stigmaphronidae
Famille
Les Stigmaphronidae sont une famille fossile d'hyménoptères ayant vécu au cours du Crétacé.
Leurs fossiles sont connus dans l'ambre de Sibérie, d'Alaska, du Canada, du New Jersey, du Myanmar et du Liban. D'autres fossiles ont été découverts dans le Crétacé inférieur de Sibérie et de Mongolie.

## Liste des genres
Selon Engel & Grimaldi, 2009 :
- † Allocotidus Muesebeck, 1963
- † Hippocoon Kozlov, 1975
- † Stigmaphron Kozlov, 1975
- † Elasmophron Engel & Grimaldi, 2009
- † Libanophron Engel & Grimaldi, 2009
- † Burmaphron Engel & Grimaldi, 2009
- † Tagsmiphron Engel & Grimaldi, 2009
- † Elasmomorpha Kozlov, 1975, synonyme de Allocotidus pour Engel & Grimaldi, 2009